# 9621 Майклпейлін
9621 Майклпейлін (9621 Michaelpalin) — астероїд головного поясу, відкритий 21 березня 1993 року.
Тіссеранів параметр щодо Юпітера — 3,597.